# Хлорацетилен
Хлорацетилен (хлорэтин) — органическое химическое вещество класса галогеналкинов. 

## Получение
Получают реакцией 1,1-дихлорэтилена со спиртовым раствором щелочей.

## Физические свойства
Это бесцветный газ (при ст. усл.), химически очень активный.  Растворим в воде и этаноле.

## Химические свойства
Легко воспламеняется и взрывается. С аммиачными растворами солей меди(I) дает взрывчатый осадок хлорацетиленида меди. Серебряная соль взрывается даже под водой.
С водным раствором хлорида ртути(II) дает трис(хлормеркур)уксусную кислоту (ClHg)3CCOOH.
При нагревании реагирует с анилином с образованием индола.

## Значение
Рассматривается как токсический и агрессивный агент, образующийся при действии металлов на трихлорэтилен. Возможно является промежуточным продуктом в пиролитическом образовании диоксинов.